# Jan Ulbrich
Jan Ulbrich (13 de febrero de 1970) es un deportista alemán que compitió en lucha grecorromana. Ganó una medalla de bronce en el Campeonato Europeo de Lucha de 1995, en la categoría de 57 kg.

## Palmarés internacional
| Campeonato Europeo | Campeonato Europeo | Campeonato Europeo | Campeonato Europeo |
| Año                | Lugar              | Medalla            | Categoría          |
| ------------------ | ------------------ | ------------------ | ------------------ |
| 1995               | Besanzón (Francia) | Medalla de bronce  | 57 kg              |